# Станіславдор
Станіславдор (нім. Stanislausdor, пол. stanislador, stanislasdor) — назва монети, котра карбувалась польським королем Станіславом Авґустом Понятовським (1764–1795) з 1794 року під час повстання Тадеуша Костюшка. Схожі назви — луїдор, авґустдор.
Станіславдор був 20-каратної проби та мав чистої ваги 10,25 г золота при загальній масі 12,35 г та вартістю 3 дукати.
Карбувалися також «півстаніславдори» вартістю півтора дуката.